# فرد سی. کوک
فرد چیس کُوْک (به انگلیسی: Fred Chase Koch) (زاده ۲۳ سپتامبر ۱۹۰۰ - درگذشته ۱۷ نوامبر ۱۹۶۷) کارآفرین و مهندس شیمی آمریکایی است. وی بنیانگذار شرکت صنایع کوک می‌باشد، که هم‌اکنون به‌عنوان دومین شرکت خصوصی ایالات متحده آمریکا شناخته می‌شود.
فرد سی. کوک پدر چارلز جی. کوک و دیوید اچ. کوک است که هدایت صنایع کوک را در حال حاضر بر عهده دارند.